# Indi EV
Indi EV – amerykański startup planujący produkcję elektrycznych samochodów, z siedzibą w Los Angeles  działający, w latach 2017–2023. 

## Historia
Amerykański startup Indi założony został w 2017 roku w amerykańskim Los Angeles z inicjatywy przedsiębiorcy dotychczas doświadczonego z branżą gier komputerowych, Shi Haia. Firma za cel obrała rozwój zaawansowanych technicznie samochodów elektrycznych, stanowiąc odpowiedź na liczne na przełomie drugiej i trzeciej dekady XXI wieku konkurencyjne inicjatywy typu Tesla.
Przez kolejne 4 lata funkcjonowania przedsiębiorstwo zbudowało kilka próbnych prototypów swojego pierwszego samochodu, co zaprowadziło ją do opracowania przedprodukcyjnego egzemplarza finalnego samochodu pod nazwą Indi One, który został zaprezentowany po raz pierwszy w połowie października 2021 roku.
Indi chciał rozpocząć zbieranie zamówień na początku 2022 roku, z pierwszymi dostawami do klientów wyznaczonymi na nie wcześniej niż 2023 rok. Plany te uniemożliwiło jednak bankructwo startupu w październiku 2023 i zniknięcie z rynku.

## Modele samochodów

### Historyczne
- One (2021)